# La Croft
La Croft é um lugar designado pelo censo localizado no condado de Columbiana no estado estadounidense de Ohio. No Censo de 2010 tinha uma população de 1.144 habitantes e uma densidade populacional de 385,76 pessoas por km².

## Geografia
La Croft encontra-se localizado nas coordenadas 40° 38′ 49″ N, 80° 35′ 59″ O. Segundo a Departamento do Censo dos Estados Unidos, La Croft tem uma superfície total de 2.97 km², da qual 2.97 km² correspondem a terra firme e (0%) 0 km² é água.

## Demografia
Segundo o censo de 2010, tinha 1.144 habitantes residindo em La Croft. A densidade populacional era de 385,76 hab./km². Dos 1.144 habitantes, La Croft estava composto pelo 97.2% brancos, o 0.87% eram afroamericanos, o 0.17% eram amerindios, o 0% eram asiáticos, o 0% eram insulares do Pacífico, o 0.17% eram de outras raças e o 1.57% pertenciam a duas ou mais raças. Do total da população o 0.7% eram hispanos ou latinos de qualquer raça.

## Localidades na vizinhança
O diagrama seguinte representa as localidades num raio de 8 km ao redor de La Croft.